# Feltörekvő hatalom
A feltörekvő hatalom olyan független állam vagy államszövetség, amelynek jelentős, növekvő befolyása van a globális ügyekben. Egy ilyen hatalom arra törekszik, hogy regionálisan vagy globálisan erősebb pozícióra vagy szerepre tegyen szert a nemzetközi kapcsolatokban, és elegendő erőforrással és fejlettségi szinttel rendelkezik  e célok potenciális eléréséhez.

Ábra néhány feltörekvő hatalommal: Brazília, Kína, India, Oroszország és Dél-Afrika és Mexikó a nemzetközi koalícióikból (BASIC, BRICS, G5 és IBAS/IBSA)

A BRICS-országokat gyakran feltörekvő hatalmakként emlegetik, de a fejlődés különböző szakaszaiban.

## A feltörekvő hatalmak listája
A feltörekvő hatalom kifejezést gyakran használják a következő G20-országokra:
A G20 fejlett országai
- Ausztrália[2]
- Dél-Korea[3]

A G20 fejlődő országai
- Argentína[2][4]
- Brazília[4][5][6][7]
- Kína[4][5][6][7]
- India[4][5][6][7]
- Indonézia[6][8]
- Mexikó[4][6][7][9]
- Oroszország[5][6][7]
- Szaúd-Arábia[2]
- Dél-afrikai Köztársaság[2][4][5][6][7]
- Törökország[6][8]

Bár nincs pontos lista, hogy mely országok minősülnek feltörekvő hatalomnak, a kifejezést néha a következő országokra is alkalmazták:
- Algéria[10]
- Kolumbia[11][12][13]
- Egyiptom[14][15][16][17]
- Etiópia[18][19][20][21]
- Irán[22]
- Malajzia[23]
- Nigéria[24][25][26][27]
- Pakisztán[28][29][30][31]
- Fülöp-szigetek[23]
- Lengyelország[4]
- Thaiföld[23]
- Egyesült Arab Emírségek[32]
- Vietnám[23]